# The Greenhornes
The Greenhornes waren eine US-amerikanische Rockband aus Cincinnati, Ohio.

## Geschichte
Die Band wurde 1996 von Craig Fox (Gesang, Gitarre), Jack Lawrence (E-Bass), und Patrick Keeler (Schlagzeug) gegründet. Seitdem wurden vier Alben veröffentlicht. Lawrence und Keeler waren bzw. sind darüber hinaus bei Loretta Lynn und den Raconteurs aktiv, Lawrence spielt zudem bei The Dead Weather.
2012 spielten sie noch eine Mini-EP mit Eric Burdon ein.

## Diskografie

### Alben
- 1999: Gun for You (Prince)
- 2001: The Greenhornes (Telestar)
- 2002: Dual Mono (Telestar)
- 2005: East Grand Blues (EP) (V2 Records)
- 2005: Sewed Soles (V2 Records)
- 2010: **** (Third Man)

### Singles
- 1998: The End of the Night / No More (Deary Records)
- 2000: Shadow of Grief / Stayed Up Last Night (Italy Records)
- 2002: I Won’t Take It Anymore / Lost Woman (Shake It Records)
- 2003: Lovin’ in the Sun / Your Body Not Your Soul (Sweet Nothing UK)